# 米爾布魯克鎮區 (伊利諾伊州皮奧里亞縣)
米爾布魯克鎮區（英語：Millbrook Township）是位於美國伊利諾伊州皮奧里亞縣的一個行政鎮區。

## 地方資料
根據2010年美國人口普查的數據，米爾布魯克鎮區的面積為95.00平方千米，當中陸地面積為94.70平方千米，而水域面積為0.30平方千米。當地共有人口481人，而人口密度為每平方千米5.06人。